# St.-Marien-Kapelle (Berlin-Reinickendorf)
Die ehemalige, 1903–1904 erbaute katholische St.-Marien-Kapelle steht in der Letteallee 82–86 im Berliner Ortsteil Reinickendorf des gleichnamigen Bezirks. Sie steht unter Denkmalschutz. Das Gebäude wird inzwischen anderweitig genutzt.

## Geschichte
Für die 1892 gegründete Pfarrei St. Marien wurde nach Plänen des Oranienburger Maurermeisters W. Dassler auf dem Grundstück Letteallee 86 zunächst das Pfarrhaus mit der Kapelle errichtet. Für das benachbarte, damals unbebaute Grundstück Letteallee 82–84 entwarf August Kaufhold eine neugotische Kirche, deren Glockenturm 70 m hoch werden sollte. Dieser Plan wurde jedoch verworfen, St. Marien entstand an anderer Stelle. Im Mai 1923 wurde mehrfach in die Kapelle eingebrochen, dabei wurden unter anderem wertvolle Gewänder und Decken gestohlen. Seit 1990 wird das Gebäude als Kindertagesstätte verwendet. 1996–1998 entstand der Erweiterungsbau um den gestiegenen Bedarf nach Plätzen gerecht zu werden.

## Baubeschreibung
Der zweiflügelige Gebäudekomplex, ein mit roten Klinkern verblendeter Mauerwerksbau, besteht aus dem zweigeschossigen, mit einem Satteldach bedeckten Pfarrhaus mit Büro und Wohnung an der Straße und dem rückwärtig liegenden, eingeschossigen Gebäudetrakt mit Flachdach, in dem sich die Kapelle fortsetzt. Das Gebäude ist einseitig an die geschlossene Bebauung angefügt. Die Fassade hat seitlich der Mittelfront übergiebelte Risalite. Im Erdgeschoss sind die segmentbogigen Fenster, die auch entlang der Westseite der Kapelle herumgeführt sind, mit Spitzbogen überfangen. Das Obergeschoss und die Zwerchgiebel der Risalite haben spitzbogige Fenster. Unterhalb der Fenster verläuft jeweils ein Gesims, im Mittelteil unter der Dachtraufe ein Fries. Das Kirchenschiff der kleinen Hallenkirche wurde durch Stützen in drei Schiffe unterteilt. In Breite des Mittelschiffs schloss sich ein rechteckiger Chor an, benachbart von ihm lag die Sakristei.